# Format .xyz
Le format .xyz est un format de fichier de données chimiques. Il n'existe pas de modèle standard pour ce format, mais un fichier .xyz contient typiquement des informations de structure moléculaire, avec le nombre d'atomes à la première ligne, un commentaire à la seconde, et la liste des coordonnées cartésiennes des différents atomes pour les suivantes. Les coordonnées sont normalement exprimées en ångströms (Å). Des variations qui utilisent les numéros atomiques (Z) plutôt que les symboles chimiques, ou dont le commentaire est omis, existent. Ce type de fichiers est typiquement utilisé en chimie numérique pour l'import et l'export de coordonnées moléculaires.

## Format
La disposition d'un fichier au format .xyz est comme suit :
<Nombre d'atomes>
Ligne de commentaire
<Élément 1> <x(1)> <y(1)> <z(1)>
<Élément 2> <x(2)> <y(2)> <z(2)>
…
<Élément n> <x(n)> <y(n)> <z(n)>
À noter que les informations sur la connectivité entre les atomes sont seulement implicites. Comme indiqué sur la page principale de XYZ (partie de XMol) :
« Il est à noter que le format xyz ne contient pas d'information sur la connectivité. Cette omission intentionnelle permet une plus grande flexibilité : pour créer un fichier .xyz, il n'est pas nécessaire de connaître l'emplacement exact des liaisons covalentes. Les informations sur la connectivité sont générées automatiquement pour les fichiers .xyz lorsque lus par XMol ou autres applications apparentées. En bref, si la distance entre deux atomes est plus faible que la somme de leur rayon de covalence, ils sont considérés comme liés. »

### Exemples
- Molécule de BaHf03

```
5
Commentaire : BaHf03
Ba      0.000   0.000  0.000
Hf      0.5     0.5    0.5
O       0.5     0.5    0.000
O       0.5     0.000  0.5
O       0.000   0.5    0.5
```

- Molécule de benzène (C6H6)

```
 12
 Commentaire : benzène
 C        0.00000        1.40272        0.00000
 H        0.00000        2.49029        0.00000
 C       -1.21479        0.70136        0.00000
 H       -2.15666        1.24515        0.00000
 C       -1.21479       -0.70136        0.00000
 H       -2.15666       -1.24515        0.00000
 C        0.00000       -1.40272        0.00000
 H        0.00000       -2.49029        0.00000
 C        1.21479       -0.70136        0.00000
 H        2.15666       -1.24515        0.00000
 C        1.21479        0.70136        0.00000
 H        2.15666        1.24515        0.00000
```

## Animation
La plupart des programmes de visualisation moléculaire tels que Jmol et VMD peuvent afficher des animations en utilisant les fichiers .xyz.
```
<Nombre d'atomes>
Ligne de commentaire
Symbole_atome
11
 x-coord
11
 y-coord
11
 z-coord
11

Symbole_atome
12
 x-coord
12
 y-coord
11
 z-coord
12

…
Symbole_atome
1n
 x-coord
1n
 y-coord
1n
 z-coord
1n

<Nombre d'atomes>
Ligne de commentaire
Symbole_atome
21
 x-coord
21
 y-coord
21
 z-coord
21

Symbole_atome
22
 x-coord
22
 y-coord
21
 z-coord
22

…
Symbole_atome
2n
 x-coord
2n
 y-coord
2n
 z-coord
2n

.
.
.
<Nombre d'atomes>
Ligne de commentaire
Symbole_atome
m1
 x-coord
m1
 y-coord
m1
 z-coord
m1

Symbole_atome
m2
 x-coord
m2
 y-coord
m1
 z-coord
m2

…

Symbole_atome
mn
 x-coord
mn
 y-coord
mn
 z-coord
mn
```

À noter que le format xyz ne requiert pas que le nombre d'atomes ou la nature des éléments chimiques reste identique à chaque étape, ce qui permet a des atomes de disparaitre et apparaitre pendant l'animation.